# Рахімов Ішанкул
Ішанкул Рахімов (1913, селище Денау, тепер місто Сурхандар'їнської області, Узбекистан — ?) — радянський узбецький державний діяч, голова колгоспу імені Кагановича Денауського району Сурхандар'їнської області Узбецької РСР. Депутат Верховної ради СРСР 2-го скликання.

## Життєпис
Народився в родині бідного наймита. У 1930 році брав участь в організації колгоспу імені Кагановича в селищі Денау. До 1935 року працював колгоспником колгоспу імені Кагановича Денауського району Узбецької РСР.
У 1935—1937 роках — бригадир колгоспу імені Кагановича Денауського району. Збирав високі врожаї бавовнику.
З 1937 року — голова правління колгоспу імені Кагановича селища Денау Денауського району Сурхандар'їнської області Узбецької РСР. Член ВКП(б).

## Нагороди
- орден Трудового Червоного Прапора
- медалі